# 比重 (ビール)

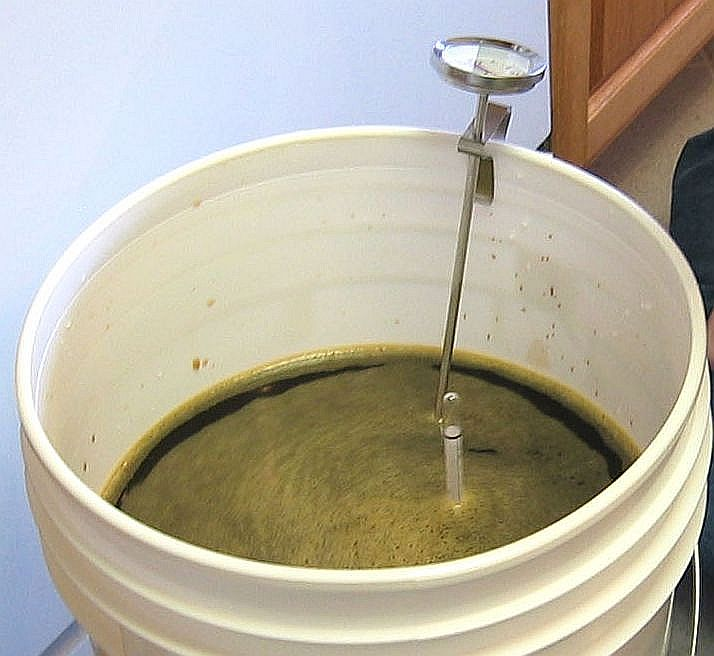
ハイドロメーターでビールの比重をテストする自家醸造者

ビールの醸造における比重には、初期比重と最終比重がある。
初期比重（略称 OG: original gravity）とは、ビールの発酵前である麦汁の比重のことである。これは水の濃度との比率であり、「1.050」や「1050」のように表記される。濃度は麦汁に溶かし込まれた発酵性の糖の総計と綿密に関係する。その結果、初期比重から完成したビールの強さを予測することができる。
最終比重（略称 FG: final gravity）とは、ビールの発酵が一旦終わったときの比重のことである。初期比重と最終比重の違いは発酵の際に使われた糖の総計によるものであるため、アルコールに変化した量を知ることができる。酵母は、種類ごとに糖を発酵させる能力が異なる。また、麦汁を作る際に用いる麦芽の種類や比率などによって、麦汁ごとに非発酵性の糖の割合は異なる。そのため、最終比重は、初期比重からの簡単な計算では求めることができない。
最終比重は初期比重よりも低くなる。発酵を通して濃度が低くなる主な理由は、発酵過程で糖の分子がエタノールと二酸化炭素に分解されるからである。二酸化炭素の大部分は気体となって逃げていく。エタノールの密度は790 kg/m³であり、水の密度である1000 kg/m³よりも低い。
醸造の際に、基準温度（通常は約15度）まで冷やした麦汁をハイドロメーターで計ったものが初期比重である。発酵完了後、計画していた比重と実際の比重を比較するために最終比重を計る。液体の温度が高い場合は濃度が薄くなるため、最終比重は初期比重を計ったときと同じ液体温度で計ることが重要である。
アルコール度数（略称 ABV: alcohol by volume）は、初期比重と最終比重から概算することができる。
{\displaystyle ABV={\frac {OG-FG}{0.00738}}}
初期比重が1.050、最終比重が1.010のときは次のように計算される。
{\displaystyle {\frac {1.050-1.010}{0.00738}}=5.42\%ABV}